# Tenebroides turkestanicus
Tenebroides turkestanicus là một loài bọ cánh cứng trong họ Trogossitidae. Loài này được Jelinek miêu tả khoa học năm 1972.